# Tyga

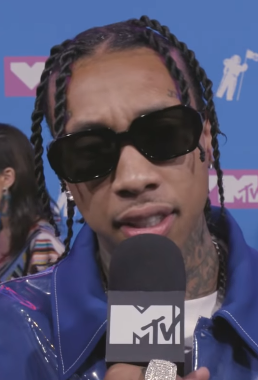
Tyga 2018.

Micheal Ray Stevenson, född 19 november 1989 i Compton i Los Angeles County, Kalifornien, är en amerikansk rappare, mer känd under artistnamnet Tyga (ett backronym för Thank You God Always).

## Diskografi

### Studioalbum
- 2008 - No Introduction
- 2012 - Careless World: Rise of the Last King
- 2013 - Hotel California
- 2015 - Fan of a Fan: The Album (med Chris Brown)
- 2015 - The Gold Album: 18th Dynasty